# Ignazio Giunti
Ignazio Giunti (n. 30 august 1941, Roma, Regatul Italiei – d. 10 ianuarie 1971, Buenos Aires, Argentina) a fost un pilot de Formula 1. De-a lungul carierei a luat startul în 4 curse, niciuna din pole-position. Nu a câștigat nicio cursă și nu a terminat niciodată pe podium, acumulând 3 puncte în întreaga activitate ca pilot de Formula 1.